# Katharinenkloster (Stralsund)
Das Katharinenkloster, auch: Kloster St. Katharinen, ist ein ehemaliges Kloster der Dominikaner im Stadtgebiet Altstadt der Stadt Stralsund. Es zählt zu den Bauwerken der norddeutschen Backsteingotik und ist eines der ältesten Klöster im Ostseeraum. Außerdem ist es eines der wenigen Klöster im norddeutschen Raum, deren gotische Bausubstanz fast vollständig erhalten blieb.

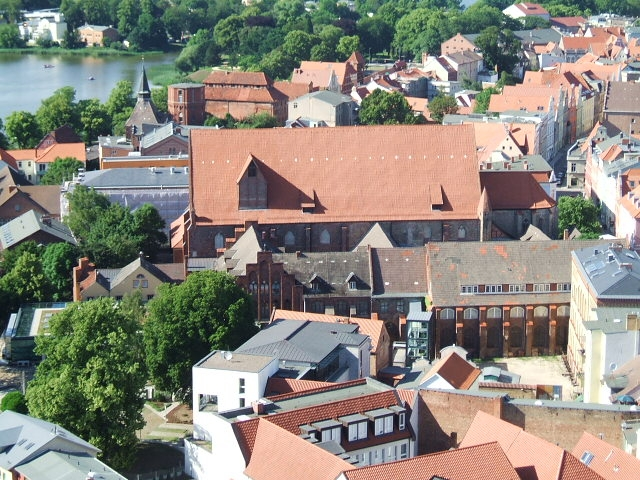
Katharinenkloster und -kirche

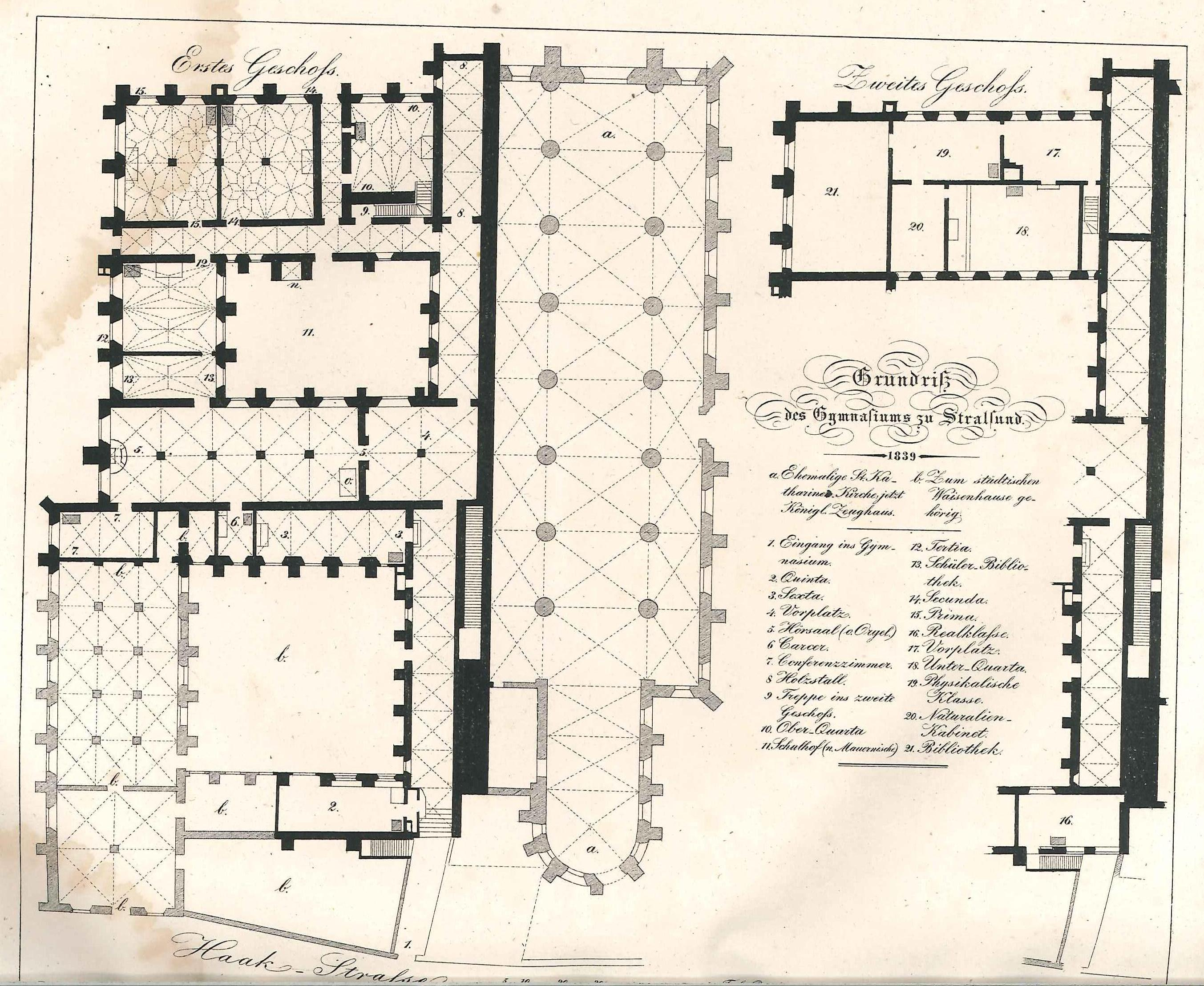
Grundriss von 1839

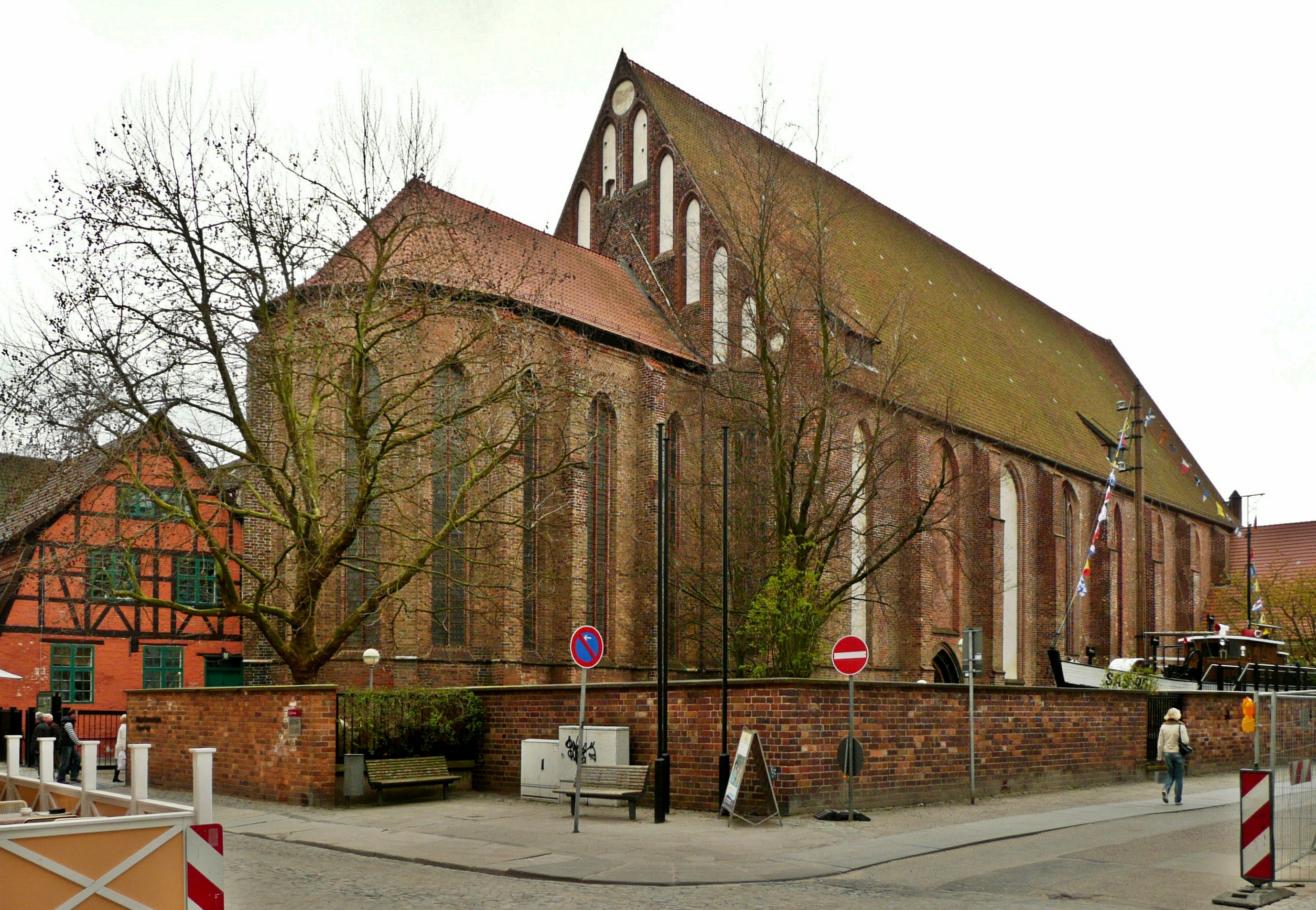
Halle der ehemaligen Katharinenkirche (Ostseite)

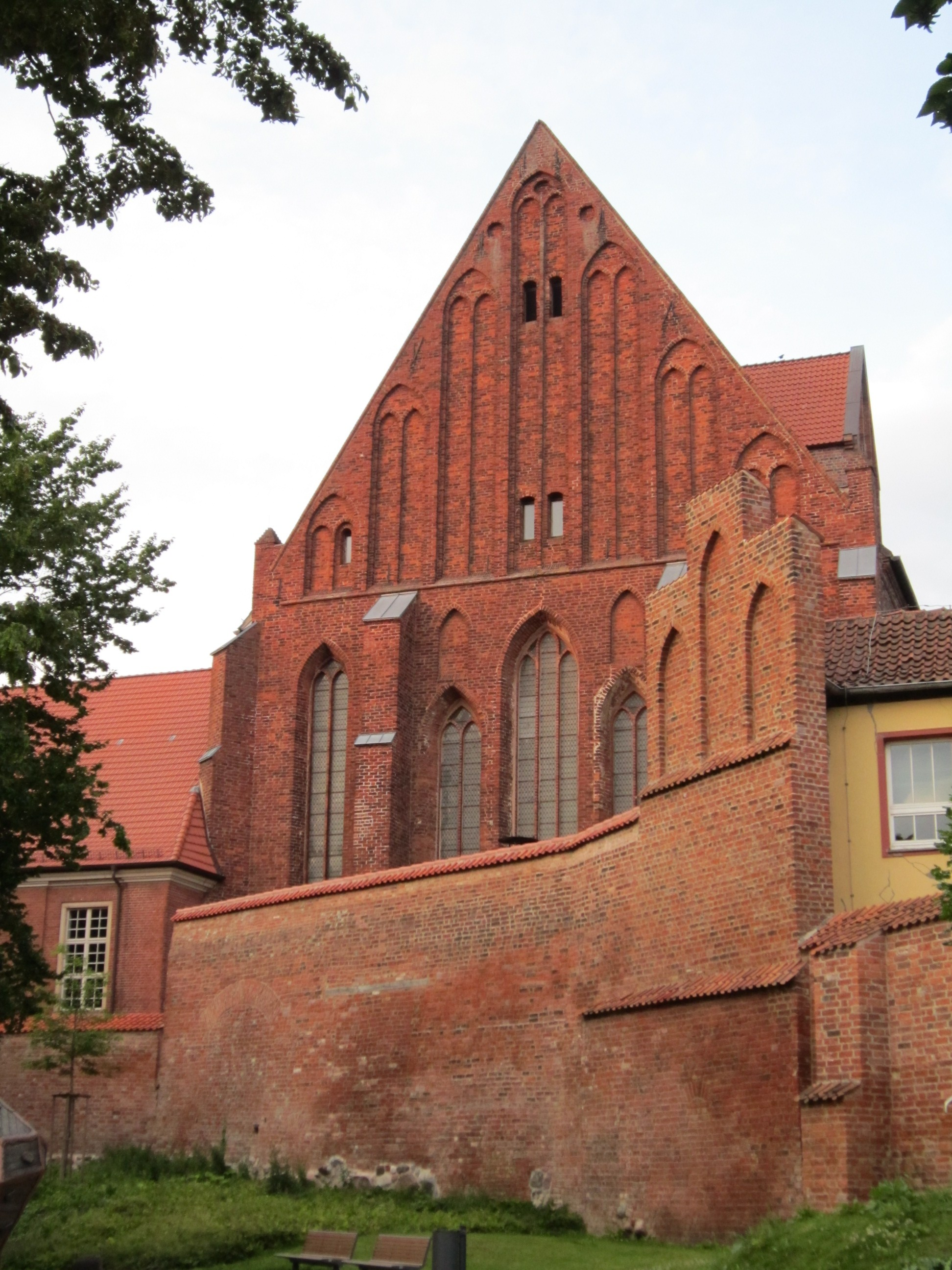
Westseite der ehemaligen Katharinenkirche hinter der Stadtmauer

Im Zuge der Reformation wurde das Kloster aufgelöst. Die Gebäude gingen in städtischen Besitz über und dienen seither für verschiedene profane Nutzungen. Die postalische Adresse lautet Mönchstraße Nr. 25–27. Zum Kloster gehört das Pförtnerhaus am Katharinenberg Nr. 14. Die Bauten gehören heute zum Deutschen Meeresmuseum und zum Stralsund Museum.

## Geschichte
Das Kloster der Dominikaner wurde im 13. Jahrhundert auf Veranlassung des Fürsten Jaromar II. gegründet. Die erste urkundliche Erwähnung des Klosters geht auf das Jahr 1251 zurück. Laut einer Urkunde vom 31. Oktober 1261 hatte Fürst Witzlaw II. den Platz dafür geschenkt.
Anfänglich bestand dieses Gebäude, dessen Fertigstellung im Jahr 1317 dokumentiert ist, aus der Katharinenkirche, einer etwa 70 Meter langen dreischiffigen Hallenkirche. Hervorzuheben ist der Kapitelsaal mit Gewölbemalereien des 15. Jahrhunderts, der im Rahmen der Um- und Erweiterungsbauten des 14. und 15. Jahrhunderts entstand. Das Katharinenkloster muss eine gewisse Größe gehabt haben, da vom 14. bis Anfang des 16. Jahrhunderts mehrere Ordenskapitel der Dominikaner in Stralsund stattfanden.
Im Zuge der Reformation 1525 wurde die Hansestadt Stralsund Besitzer des Katharinenklosters, und damit hörte das Kloster als solches auf zu existieren.
Nach Umbauten erfuhren die Klostergebäude weitere Nutzungen. Im Jahr 1560 bezogen Schüler und Lehrer des aus drei kirchlichen Schulen neu gegründeten Sundischen Gymnasiums den westlichen Gebäudeteil des Klosters, zudem wurde im östlichen Teil ein Waisenhaus eingerichtet. Die Klosterkirche wurde ab 1678 von den Schweden als Arsenal genutzt, auch als Zeughaus des schwedischen Generalgouvernements, später auch von den Preußen (ab 1815). Im Jahr 1902 wurde auch die Klosterkirche an die Stadt Stralsund verkauft.
Nachdem 1919 das Waisenhaus aus den Klosterräumen ausgezogen war, wurde das gesamte Gebäude in den Jahren 1919 bis 1924 umfassend restauriert. Danach zog hier das von Rudolf Baier geleitete Neuvorpommersche Museum einheimischer Altertümer und Kunstgegenstände ein, das bis dahin im Stralsunder Rathaus und in Räumen in der Badenstraße untergebracht war. Dieses städtische Museum war der Vorgänger des heutigen Kulturhistorischen Museums. 1933 diente das Gymnasium als Kulisse für den Jugendfilm Reifende Jugend.
Bis 1945 wurden die Räumlichkeiten des ehemaligen Klosters weiter als Gymnasium genutzt. Schüler dieses Gymnasiums waren beispielsweise Ernst Moritz Arndt und auch der spätere Museumsdirektor Rudolf Baier.
Anfang der 1950er Jahre zog auch das neu gegründete Natur-Museum hier ein. Dieses Museum erfuhr wiederum einen Ausbau als Museum für Meereskunde und Fischerei. Es ist der Vorgänger des heutigen Deutschen Meeresmuseums.
Heute sind in den Räumlichkeiten des ehemaligen Katharinenklosters die beiden bedeutendsten Museen der Stadt Stralsund untergebracht. In den ehemaligen Klausurgebäuden des Klosters befindet sich das Kulturhistorische Museum Stralsund und in der Hallenkirche der Hauptsitz des Meeresmuseums.

## Denkmalschutz
Das Gebäude liegt im Kerngebiet des von der UNESCO als Weltkulturerbe anerkannten Stadtgebietes des Kulturgutes „Historische Altstädte Stralsund und Wismar“. In die Liste der Baudenkmale in Stralsund ist es zusammen mit der Katharinenkirche und dem Pförtnerhaus Katharinenberg 14 mit der Nummer 394 eingetragen.